# Georg Engström (läkare)

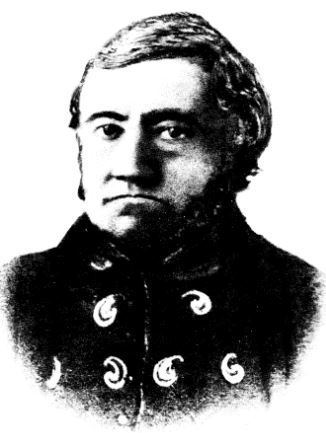
Georg Engström.

Georg Engström, född 20 maj 1795 i Kvillinge socken, Östergötlands län, död 11 november 1855 i Vadstena stadsförsamling, var en svensk psykiater. 
Engström var son till kyrkoherden Georg Engström. Han blev apotekarlärling i Linköping 1812 och började studera vid Karolinska medico-kirurgiska institutet i Stockholm 1816 samt blev kirurgie magister 1821. Han blev kurhusläkare i Vadstena 1823 och hospitalsläkare vid Vadstena hospital 1826. Han blev därigenom Sveriges förste heltidsanställde psykiater. Under hans tid på Vadstena skrev han många journalanteckningar och utifrån dessa har man fått fram Engströms sjukdomsuppfattningar och behandlingsmetoder. Han tog avsked från kurhuset 1846 och från hospitalet 1850, men hade från 1840-talets mitt av hälsoskäl varit tjänstledig under långa perioder. Han efterträddes av Ludvig Magnus Hjertstedt.
Engström författade Berättelse afgifven till kongl. seraphimerordensgillet angående åtskilliga utländska hospitalsinrättningar och vansinnige personers behandling derstädes (1835).